# قشلاق صوفیلارحمید
قشلاق صوفیلارحمید یک روستا در ایران است که در استان اردبیل واقع شده‌است. قشلاق صوفیلارحمید ۳۱ نفر جمعیت دارد.